# Jason Ho-shue
Jason Anthony Ho-shue, né le 29 août 1998 à Markham, est un joueur de badminton canadien.

## Carrière
Il remporte aux Championnats panaméricains de badminton la médaille d'or en simple messieurs en 2016, la médaille d'or en double messieurs en 2016, 2017, 2018 et 2019, la médaille d'or en équipe mixte en 2016, 2017 et 2019, la médaille d'argent en simple messieurs en 2018 et la médaille de bronze en simple messieurs en 2019.
Il est médaillé de bronze du simple messieurs et médaillé d'or du double messieurs aux Jeux panaméricains de 2019 à Lima.